# Detektiv Conan – Countdown zum Himmel
Detektiv Conan - Countdown zum Himmel (japanisch: 天国へのカウントダウン Tengokuhe no Kauntodaun) ist ein japanischer Anime aus dem Jahre 2001 und der fünfte Teil der Filmserie zum Manga Detektiv Conan.

## Handlung
Conan, die Detective Boys und Professor Agasa befinden sich auf einem Campingausflug, während sie den Fuji und die neuen Twin Towers betrachten. In der Nacht beobachtet Genta, wie Ai telefoniert. Unterdessen planen Gin und Wodka, Ai in den Twin Towers zu töten. Am nächsten Tag fährt Agasa die Kinder zu den Twin Towers, wo die Gruppe auf Ran, Sonoko und Kogoro sowie auf dessen Schulfreundin Mio Tokiwa trifft. Kurz darauf kommt die Sekretärin der Präsidentin der Computerfirma Tokiwa und führt die Gruppe durch die Twin Towers. Conan bemerkt, dass Gins Wagen vor dem Gebäude steht, kann ihn aber nicht mehr erreichen.
In der Nacht wird der Stadtverordnete Iwamatsu Oki niedergestochen. Am nächsten Tag erfährt die Gruppe von dem Mordfall letzte Nacht. Am Tatort wurde keine Tatwaffe gefunden, dafür aber ein zerbrochenes Sakeschälchen. Inspektor Megure nennt fünf Verdächtige. Sofort beschuldigt Kogoro Yoshiaki Hara, für den Mord verantwortlich zu sein, doch Megure widerspricht ihm. Daraufhin beschließen die Detective Boys, auf eigene Faust zu ermitteln und besuchen den Architekten der Twin Towers, Hidehiko Kazama. Als sie ihn über den Mordfall befragen, sagt er jedoch, dass er ein Alibi hätte und somit nicht für den Mord an Herrn Oki verantwortlich sei.
Als die Detective Boys am nächsten Tag die Wohnung von Yoshiaki Hara betreten, finden sie dessen Leiche und daneben ebenfalls ein Sakeschälchen, wodurch der Verdacht aufkommt, dass es sich um einen Serienmord handeln muss. Da Megure nicht ausschließen kann, dass es zu weiteren Morden kommen wird, rät er Mio Tokiwa, die große Eröffnungsfeier der Twin Towers zu verschieben. Doch Tokiwa lehnt ab. In der Nacht durchsuchen Gin und Wodka Akemis Wohnung. Gin versucht über das Telefon, Ai zu erreichen, scheitert aber, da Conan das Telefonkabel unterbrochen hat. Gin ist nun klar, dass Ai an der Eröffnungsfeier der Twin Towers teilnehmen wird.
Am nächsten Tag findet die Eröffnungsfeier statt. Mio Tokiwa veranstaltet ein 30-Sekunden-Spiel, das Kogoro gewinnt. Kurz darauf werden auf einer Leinwand mehrere Bilder vom Fuji gezeigt. Plötzlich bemerken die Zuschauer, dass Mio Tokiwa an ihrer Perlenkette erhängt wurde. Unter ihrer Leiche befindet sich wieder ein Sakeschälchen. Dank eines Hinweises von Ai findet Conan heraus, wer der Täter ist. Plötzlich explodieren in den Twin Towers Bomben, die in der Nacht zuvor von unbekannten Personen angebracht wurden. Alle versuchen, über den Aufzug aus den Twin Towers zu entkommen. Doch Gin zielt auf Sonoko, die er aufgrund ihrer neuen Frisur für Shiho hält. Conan kann dies noch verhindern, woraufhin der Aufzug stehen bleibt. Die Gruppe kann aber entkommen und stürmen aus dem Gebäude hinaus.
Als Conan realisiert, dass die Detective Boys immer noch im Gebäude sind, kehrt er in das brennende Gebäude zurück und überführt gemeinsam mit Ai den Künstler Hosui Kisaragi als Mörder. Der erste und der dritte Mord wurde von Kisaragi begangen, während den zweiten Mord Gin beging, was Kisaragi hinterher für sein Alibi nutzte. Kisaragi gesteht die Morde. Er hatte den Fuji gerne gemalt, doch durch den Bau der Twin Towers ging seine Begeisterung am Blick auf den Fuji verloren, weshalb er den Entschluss fasste, die Erbauer der beiden Türme zu töten. Danach versucht er sich durch Zyankali das Leben zu nehmen, doch Conan verhindert den Suizidversuch mithilfe seines Narkosechronometers. Zur gleichen Zeit versuchen Ayumi, Mitsuhiko und Genta, durch den Hubschrauberlandeplatz zu fliehen. Kurz bevor der Hubschrauber landen kann, wird der Landeplatz jedoch von Gin gesprengt. Conan kommt auf die Idee, einen Ford Mustang Cabriolet zu benutzen, um auf die andere Seite zu gelangen. Dazu soll die Wucht der Explosion den Mustang antreiben. Der Plan geht tatsächlich auf, und der Mustang landet durch die Kuppel im Schwimmbad an der Spitze des Turmes B. Enttäuscht darüber, dass Ai wieder geflohen ist, geben Gin und Wodka ihre Suche nach Ai auf. Hosui Kisaragi stellt sich der Polizei.

## Produktion und Veröffentlichung
Bei der Produktion von Studio Tōkyō Movie führte Kenji Kodama Regie und das Drehbuch schrieb Kazunari Kouchi. Die künstlerische Leitung lag bei Yukihiro Shibutani und für das Charakterdesign war Masatomo Sudō zuständig, der auch die Animationsarbeiten leitete. Die Tonarbeiten leitete Katsuyoshi Kobayashi und für die Kameraführung war Takashi Nomura verantwortlich. Als Produzenten fungierten Masahito Yoshioka und Michihiko Suwa.
Der Film lief am 21. April 2001 in den japanischen Kinos an. Die DVD wurde am 21. Dezember 2001 veröffentlicht. Am 23. September 2011 erfolgte die Veröffentlichung auf der Blu-ray Disc. In Deutschland wurde der Film am 28. April 2008 von Anime Virtual auf DVD veröffentlicht. Im Mai 2018 kam er auf der Blu-ray Disc heraus. Am 13. und 14. Januar 2011 erfolgte die Erstausstrahlung des Filmes auf RTL II. Darüber hinaus wurde der Film auch ins Italienische, Französische, Koreanische, Katalanische und Vietnamesische übersetzt.

## Synchronisation
Die deutsche Synchronfassung wurde vom Berliner Synchronstudio TV+Synchron GmbH produziert. Das Dialogbuch wurde von Ulrike Lau geschrieben, welche ebenfalls die Synchronregie übernahm.
| Figur                   | Japanischer Sprecher (Seiyū) | Deutscher Sprecher |
| ----------------------- | ---------------------------- | ------------------ |
| Conan Edogawa           | Minami Takayama              | Tobias Müller      |
| Shin’ichi Kudō (Stimme) | Kappei Yamaguchi             | Tobias Müller      |
| Ran Mōri                | Wakana Yamazaki              | Giuliana Jakobeit  |
| Kogorō Mōri             | Akira Kamiya                 | Jörg Hengstler     |
| Ayumi Yoshida           | Yukiko Iwai                  | Julia Meynen       |
| Mitsuhiko Tsuburaya     | Ikue Ōtani                   | Fabian Hollwitz    |
| Genta Kojima            | Wataru Takagi                | Michael Iwannek    |
| Professor Hiroshi Agasa | Ken’ichi Ogata               | Rüdiger Evers      |
| Sonoko Suzuki           | Naoko Matsui                 | Jill Bötcher       |
| Gin                     | Yukitoshi Hori               | Jan-David Rönfeldt |
| Vodka                   | Fumihiko Tachiki             | Stefan Gossler     |
| Akemi Miyano            | Sakiko Tamagawa              | Sabine Mazay       |
| Ai Haibara              | Megumi Hayashibara           | Andrea Loewig      |
| Chinami Sawaguchi       | Aya Hisakawa                 | Marie Bierstedt    |

## Rezeption
Die Animania hebt die gute Animationsqualität des Films – wie auch der anderen in der Reihe – hervor, die sich auch in der deutschen Ausgabe gut erhalten habe. Ebenso wird die Synchronisation als gut gelungen bezeichnet. Fans von Conan würde es mit dem Film „garantiert nicht langweilig“, man bange mit dem Protagonisten mit und bekomme „äußerst gelungene und spannende Unterhaltung für die ganze (Anime-)Familie“ geboten.